# 天主教巴吞魯日教區
天主教巴吞魯日教區（拉丁語：Dioecesis Rubribaculensis）是美國一個羅馬天主教教區，屬新奧爾良總教區。成立於1961年7月20日。
範圍包括路易斯安那州東北部，教座位於州府巴吞魯日。2006年有教友218,846人（佔轄區總人口24.9%）、六十六個堂區、117名司鐸。現任教區主教羅伯特·威廉·門赫。